# International Amateur Handball Federation
International Amateur Handball Federation (IAHF) var ett internationellt idrottsförbund för (inomhus)handboll och utomhushandboll, och grundades 1928. Andra handbollssporter, amerikansk handboll, basket och volleyboll, diskukuterades men blev aldrig organiserade.

## Förhistorik och bildande
Efter första handbollslandskampen, som spelades utomhus den 13 september 1925 i Halle an der Saale mellan Tyskland och Österrike, blev det allt nödvändigare med ett internationellt förbund.
1926 skapade internationella friidrottsförbundet en kommitté för alla bollspel, som spelas med händerna, som utomhushandboll, amerikansk handboll, volleyboll och basket. En kommitté bildades samma år för att fastställa internationella regler för utomhushandboll.
Två år senare, under olympiska sommarspelen i Amsterdam, bjöd IAAF in representanter för olika nationella förbund. Delegater från 11 länder grundade den 4 augusti 1928 International Amateur Handball Federation (IAHF), och fortfarande handlade det om alla bollspel, som spelas med händerna – och inte bara sporten handboll. Deltagarna kom Danmark, Tyskland, Finland, Frankrike, Grekland, Irland, Kanada, Österrike, Sverige, Tjeckoslovakien och USA. Bland grundarna fanns senare IOK-ordföranden Avery Brundage samt finländske idrottsläraren Lauri „Tahko“ Pihkala som utvecklat den finländska nationalsporten boboll.

## Andra idrottsgrenar
Även om det samma inom IAHF bildades en teknisk kommittén för basket, hölls inga möten. Sex år senare upplöstes kommittén, och den 1 september 1934 överförde IAHF all basket till det 1932 grundade internationella basketförbundet.
På IAHF-kongressen i Stockholm 1934 gjordes också det första försöket att skapa en internationell styrelse för volleyboll. Arbetet fortsatte i samband med olympiska sommarspelen 1936 i Berlin, men avbröts då andra världskriget kom senare emellan. 1946 möttes representanter från Frankrike, Polen och Tjeckoslovakien i Prag och beslutade, att i april 1947 hålla kongress i Paris, på vilken Internationella volleybollförbundet bildades.

## Organisation
Huvudkontoret fanns i München.

## Ordförande
- 1931-1938 - Karl Ritter von Halt, Tyskland
- 1931-1941 - Richard Herrmann, Tyskland (1895–1941).[7]

## Utveckling
På initiativ från IAAF var utomhushandboll demonstrationssport vid olympiska sommarspelen 1928 och olympiska sommarspelen 1932. och erkändes 1933 av IOK som olympisk gren. Vid 1936 spelades en olympisk turnering i utomhushandboll i Berlin. Vid denna tidpunkt hade IAHF 23 medlemmar.
1938 organiserade man även världsmästerskap i både utomhus- och inomhushandboll.
Under andra världskriget försvårades det internationella idrottsutbytet, och den 11 juli 1946 bildades internationella handbollsförbundet (IHF) i Basel av representanter för Danmark, Finland, Frankrike, Nederländerna, Norge, Polen, Sverige och Schweiz. Det nya förbundet kontrollerade bara sporten handboll.

### Fotnoter
1. 1 2  welt-der-80er.de Arkiverad 26 oktober 2011 hämtat från the Wayback Machine.
2. ↑  usabasketball.com/history (englisch) Arkiverad 3 januari 2010 hämtat från the Wayback Machine.
3. 1 2 3 4 5  sportscomet.com (engelska) Arkiverad 30 maj 2009 hämtat från the Wayback Machine.
4. ↑  users.abo.fi (engelska)
5. ↑  ramas-welt.de
6. ↑  fivb.org (engelska)
7. ↑  deutsches_basketball_archiv auf docs.google.com, dort Seite 2
8. ↑  wpteamhandball.wetpaint.com Arkiverad 4 maj 2011 hämtat från the Wayback Machine. (englisch)
9. ↑  sportego.de